# Parque Nacional Way Kambas
O Parque Nacional Way Kambas é um parque nacional localizado em Sumatra, Indonésia. Possui uma área total de 1.300 km² localizada na província de Lampung. O parque consiste de florestas tropicais pantanosas e de planícies, entretanto, foi extensamente explorada antes de se tornar uma reserva em 1972. A área ainda é habitada por tigres-de-sumatra, elefantes e rinocerontes-de-sumatra. Um santuário para a reprodução do rinoceronte foi fundado em 1995, e conta com 7 animais.